# سارا فارون
سارا فارون (بالإنجليزية: Sara Varone)‏ (من مواليد 27 ديسمبر 1972) هي مذيعة تلفزيونية إيطالية.

## نُبذة
في عام 2009 مثلت في فيلم «الطائرة». وفي عام 2010 في مسرحية "Un giorno Lungo quarant'anni" مع جيانفرانكو دانغلو.
حصلت على درجة البكالوريوس في علم النفس من جامعة لا سابينزا في روما بهدف أن تصبح طبيبة نفسية جنسية.

## روابط خارجية
- Sara Varone في قاعدة بيانات الأفلام على الإنترنت